# وردونویل (ویرجینیای غربی)
وردونویل(به انگلیسی: Verdunville) شهری در ایالت ویرجینیای غربی کشور ایالات متحده آمریکا است که جمعیت آن در سرشماری سال ۲۰۱۰ میلادی، ۶۸۷ نفر بوده‌است.